# Smelophyllum
Smelophyllum je monotipski biljni rod iz porodice sapindovki čija je jedina vrsta S. capense, drvo ograničeno na južnoafričku provinciju Eastern Cape.
Drvo je u narodu poznato kao “ne savijaj me”, odnosno Bend-me-not (Buig-my-nie boom). To je rijetko autohtono stablo s malim prirodnim staništem u i oko Baviaanskloofa u Eastern Capeu. To je malo do srednje, zimzeleno drvo. U povoljnim uvjetima raste srednje do brzo. Mlado lišće ima tamniju nijansu, koje sazrijeva u krošnju tamnozelenog, gustog lišća. Cvjetovi Smelophyllum capense su neugledni. Grane su pomalo lomljive, otuda i popularni naziv "Bend-me-not". Veća stabla podnose mraz, ali su mlada stabla osjetljiva.